# Flutgraben (Welzbach)
Der Flutgraben oder die Flutmulde ist ein linker Zufluss des Mains in der bayerischen Untermainebene.
Er ist der ursprüngliche Lauf des Welzbaches und zweigt aus diesem in Großostheim ab.

## Verlauf
Der Flutgraben beginnt an einer kleinen Bachgabelung (Bifurkation) des Welzbaches in Großostheim im Landkreis Aschaffenburg. Er unterquert die Bundesstraße 469, das sogenannte „Lange Handtuch“, und erreicht den Landkreis Miltenberg. Bei Niedernberg mündet der Flutgraben in den Main.

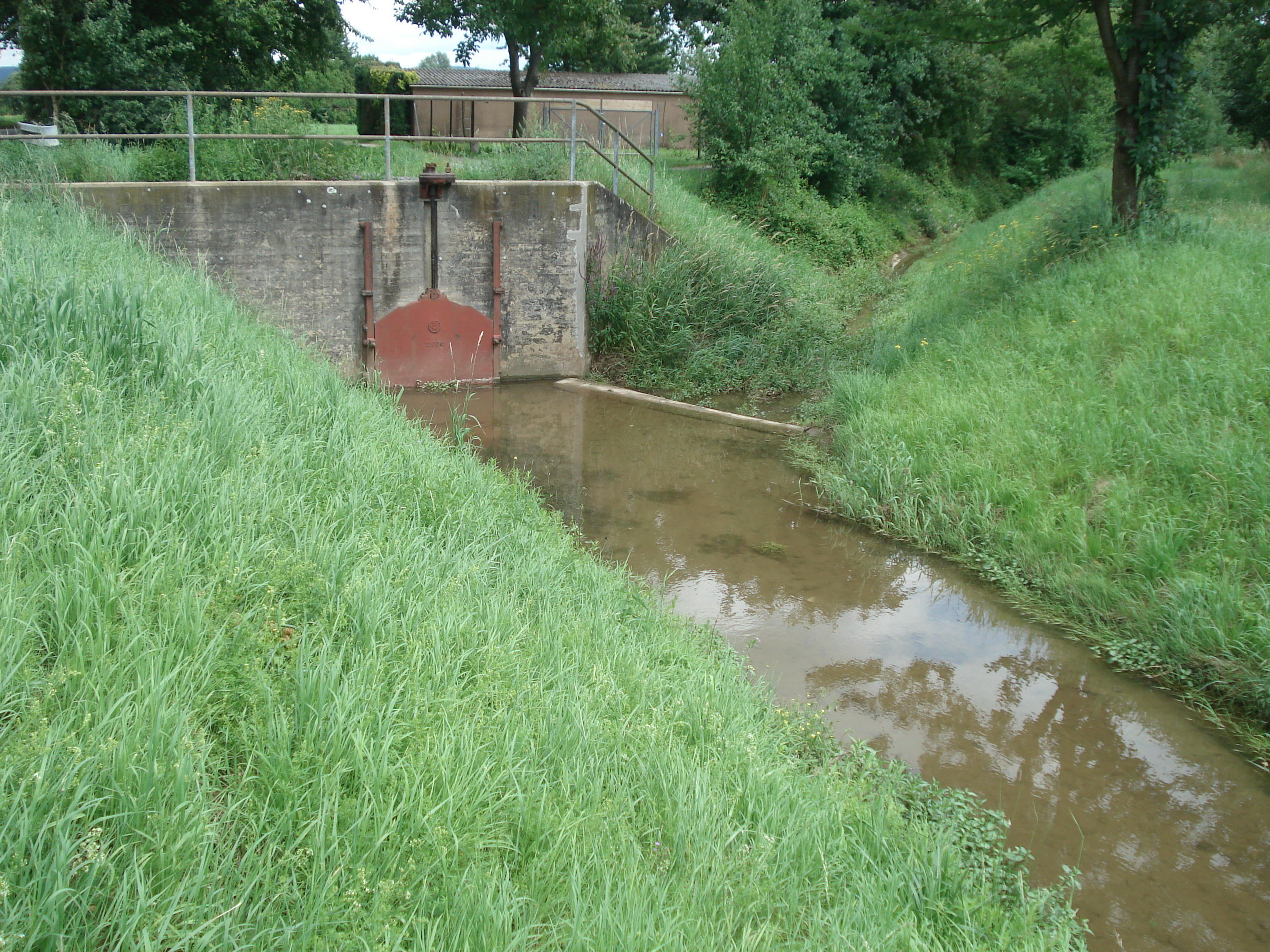
Die Bachgabelung: Flutgraben (nach hinten rechts) Welzbach (von vorne rechts nach hinten links)
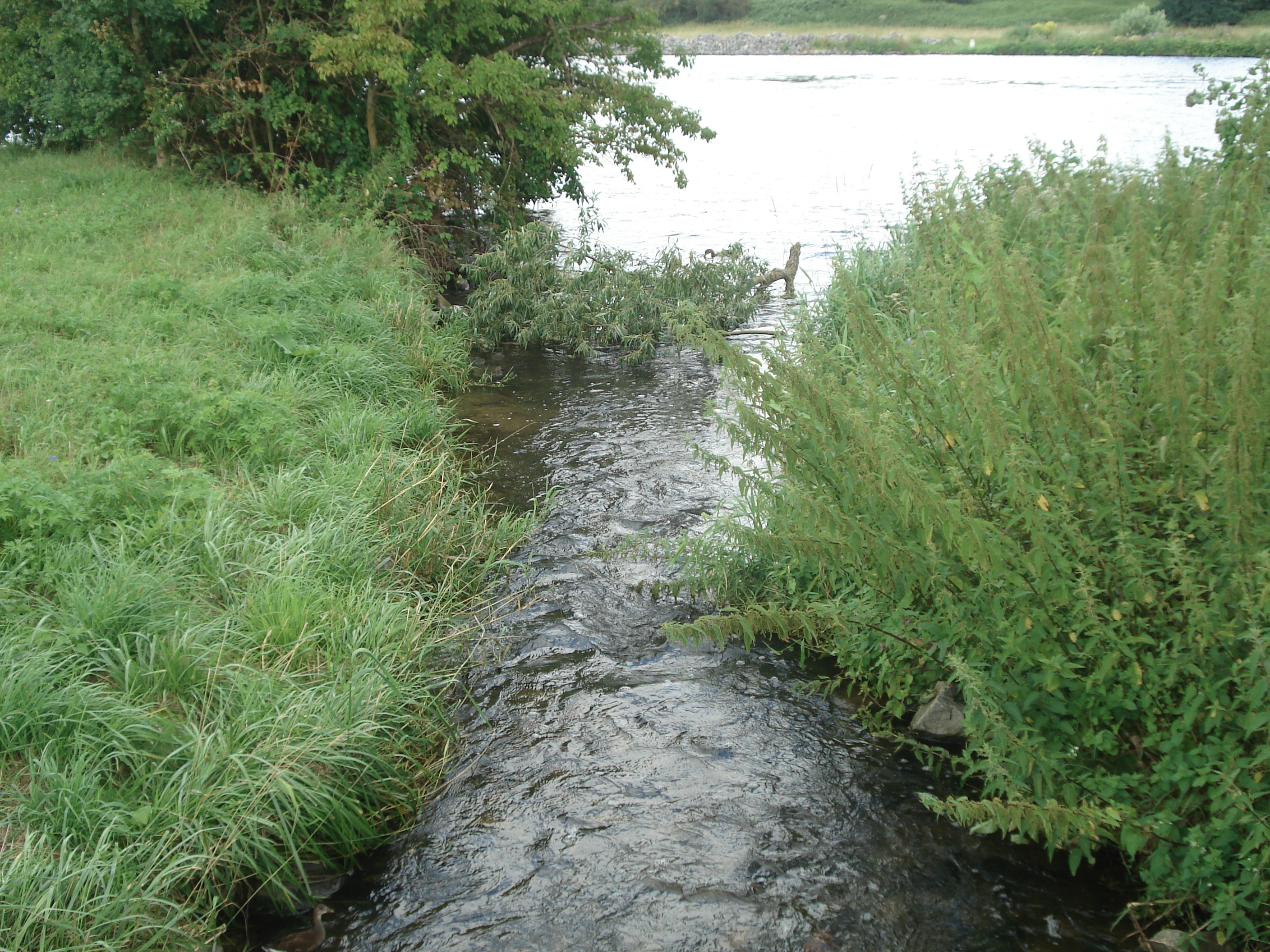
Der Flutgraben mündet in den Main